# 纳米随机存储器

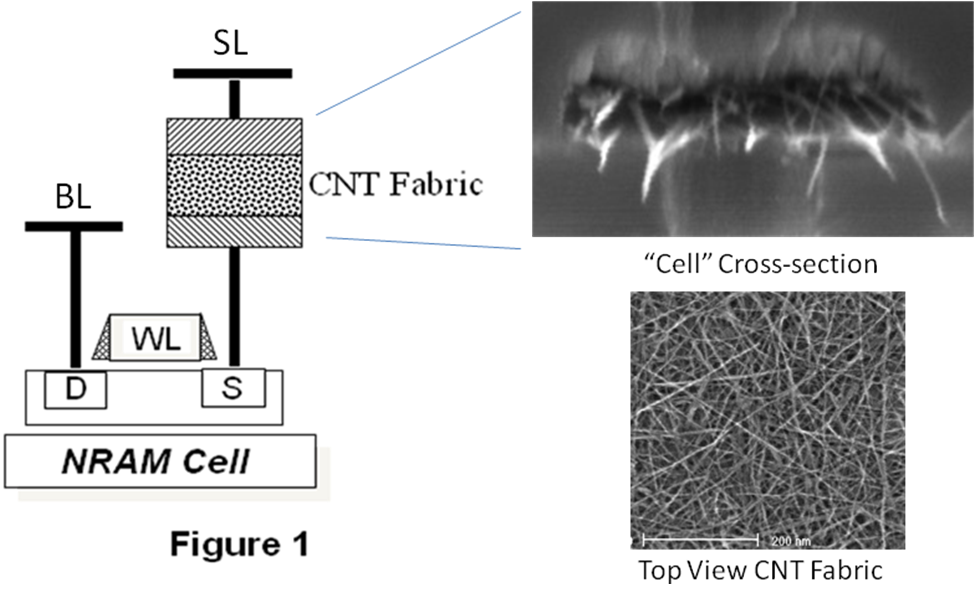
纳米随机存储器单元中碳纳米管的图示。

纳米随机存储器（英語：Nano-RAM）是Nantero公司的一种非易失性存储器技术。其原理主要是在一个片状基层上分布碳纳米管。理论上，碳纳米管的小尺寸允许了非常高的存储密度。